# マイルズ リベルラ

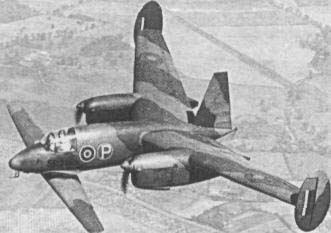
Miles M.39B

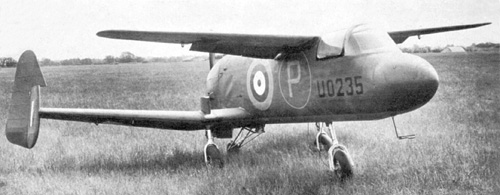
Miles M.35

マイルズ リベルラ（M.35 、M.39 Libellula）はイギリスのマイルズが試作した串型翼をもつ航空機である。名前のリベルラはトンボの意味である。
小型、単発の戦闘機サイズのM.35とより大型のM.39が計画されたが、M35の原型機と、M.39の縮小モデルが試作され、試験されただけで終わった。両者の設計とも機体の後部の主翼に加えて、より小さい翼が機体の先端に串型配置で取り付けられた。先尾翼機に似た配置であるが、前翼はより大きな揚力を得ようとしている。前翼と主翼の高さはM.35が前翼を高くし、後翼を低翼配置としたのに対し、M.39Bは反対の構成とされた。
M.35はプロペラを推進式に配置した単発機で1941年に出図された。パイロット席は前翼の前に置かれ、良好な視界が得られた。飛行テスト機の製作はマイルス社の特徴である素早いペースで行われ6週間で飛行した。

いくつかの問題はありながらM.35は串型形式に利点のあることを示したので、より大型、双発のM.39が設計された。5/8サイズの縮小サイズのM.39Bが製作され、1943年の半ばに飛行した。マイルスは社内試験を続けた後、ファーンボローのロイヤル・エアクラフト・エスタブリッシュメントに引き渡された。2回事故で破損し、それぞれ修理されたが計画中止とともに廃棄された。

## スペック(M.35)
- 乗員： 1名
- 全長：6.1 m
- 翼巾：6 m
- 全高：2.05 m
- 翼面積：4 m²＋ 8.3 m²
- 空虚重量：662 kg
- 全備重量：839 kg
- 動力：1× de Havilland Gipsy Major 130 hp

## スペック(M.39B)
- 乗員：1名
- 全長：6.7 m
- 翼巾：前翼7.6 m、後翼 10.5 m
- 全高：2.8 m
- 翼面積：6.64 m²＋ 20.16 m²
- 空虚重量：1,108kg
- 全備重量：1,270kg
- 動力： 2× de Havilland Gipsy Major IC 140 hp